# Jože Zupan (alpinist)
Jože Zupan - Juš, slovenski alpinist, pedagog in pesnik, * 14. februar 1954, Celje.

## Življenje
Jože Zupan je osnovno šolo obiskoval v Rimskih Toplicah, srednjo šolo pa v Celju. Leta 1978 se je vpisal na Pedagoško fakulteto v Mariboru, smer Športna vzgoja, kjer je leta 1986 diplomiral.
Od leta 1981 dela kot športni pedagog na OŠ Primoža Trubarja v Laškem.
Od prvih raziskovanj skal v okolici rodnih Rimskih Toplic je v drugi polovici 70. let 20. stoletja nastala naveza s Frančkom Knezom, ki je opravila številne vzpone tako v domačih kot tujih gorah. Bil je član več alpinističnih odprav v Ande in Himalajo (tudi znamenite odprave na Mt. Everest leta 1979) in alpinistični inštruktor v šoli za gorske vodnike Aleša Kunaverja v Nepalu.

## Delo
Pesniška zbirka Tukaj tam onkraj, ki je izšla leta 2010,  spada v  slovensko gorniško literaturo.
Svoja dela in članke je objavljal v Planinskemu vestniku.

### Pesmi
- Tukaj tam onkraj, (2010)   (COBISS)